# Pelican Bay (Texas)
Pelican Bay város az USA Texas államában, Tarrant megyében. Lakosainak száma 2049 fő (2020. április 1.).

## Népesség
A település népességének változása:

| 2010 | 1 547 |
| 2020 | 2 049 |